# Le Pèlerinage de Lourdes
Le Pèlerinage de Lourdes – encyklika papieża Piusa XII skierowana do episkopatu Francji z okazji stulecia objawień Maryi Dziewicy Niepokalanej w Lourdes z 2 lipca 1957. 
Encyklika została wydana z okazji przygotowań do uroczystych obchodów 100-lecia ukazania się w 1858 Maryi 14-letniej Bernadecie Soubirous w grocie Massabielle w Lourdes na południu Francji i przekazania jej orędzia o swoim Niepokalanym Poczęciu, o konieczności pokuty za grzechy i nawróceniu, a także wskazania cudownego źródła. W encyklice papież przypomniał długą tradycję pobożności maryjnej we Francji, znaczenie orędzia z Lourdes dla rozwoju wiary i pobożności chrześcijańskiej, oraz rozwój tamtejszego ośrodka pielgrzymkowego i opiekę nad nim ze strony biskupów Rzymu (m.in. uznanie objawień i ogłoszenie dogmatu o Niepokalanym Poczęciu Najświętszej Maryi Panny w 1854, koronacja posągu Maryi, osobne oficjum mszalne, odpusty, budowa reprodukcji groty massabielskiej w ogrodach watykańskich, ogłoszenie Bernadetty Soubirous błogosławioną w 1925, papieskie uroczystości zakończenia roku jubileuszowego w 1933 i 100-lecia ogłoszenia dogmatu w 1954).
Pius XII podkreślił też znaczenie duchowej nauki, która płynie z objawień w Lourdes, zwłaszcza nauki o macierzyńskiej opiece Maryi nad światem, o nawróceniu, przebaczeniu grzechów i nadziei na zbawienie. Papież zalecił, aby nie ograniczać się do emocjonalnych przeżyć związanych z pobytem w Lourdes, lecz płynącą stamtąd naukę umacniać w życiu osobistym poprzez przystępowanie do sakramentów, poszanowanie etyki chrześcijańskiej oraz działalność w Akcji Katolickiej. Za szczególnie ważne uznał wszakże społeczne oddziaływanie chrześcijan. Powinni oni działać na rzecz odrodzenia wiary i wartości chrześcijańskich we współczesnym świecie, który jest zagrożony przez straszliwą pokusę materializmu. Jej wyrazem jest nieumiarkowane dążenie do bogactwa, przyjemności i wygody, egoizm, kult ciała, wyuzdanie, pogarda dla życia – nawet tego, które się niszczy, zanim świat ujrzało (aborcja). Papież powtórzył pogląd, który był podstawą jego programu duszpasterskiego, że sprawa społecznego i politycznego pokoju jest sprawą etyki i dlatego żadna reforma nie będzie owocną ani też umowa stałą bez odnowy i oczyszczenia serc.
Jest to jedyna encyklika Piusa XII pisana w j. francuskim.